# 筑豊御三家
筑豊御三家（ちくほうごさんけ）は、福岡県中部の筑豊地方に地盤を置く地方財閥、麻生・貝島・安川を指す。それぞれ麻生太吉、貝島太助、安川敬一郎が創始者。
出身の違いはあれど、三者とも埋蔵されていた明治初年の筑豊炭田採掘から身を起こし、それで蓄えた財産を元手に政界への進出や他の産業への経営・投資を行ったことで共通している。また、地方の名家や政界有力者との知遇を得たり、時には縁戚関係を結ぶことで自らの事業の一助とした点も同様である。

## 註
1. ↑  麻生太吉は庄屋・安川敬一郎は下級武士・貝島太助は貧農から炭鉱夫を経て実業界に身を投じた。
2. ↑  安川は主家の黒田家を背景とし、貝島は政治家井上馨を顧問格として迎えた上で、息子太市の妻を鮎川義介（日産コンツェルン創始者）の妹に迎えたことから鮎川と縁戚関係にあった。また麻生の孫太賀吉は吉田茂の婿となり、その息子が太郎である。